# De Dion-Bouton Type LP
Der De Dion-Bouton Type LP ist ein Pkw-Modell aus der Zeit zwischen den beiden Weltkriegen. Hersteller war De Dion-Bouton aus Frankreich.

## Beschreibung
Das Modell wurde von 1929 bis 1930 in Frankreich angeboten. Eine Zulassung seitens der nationalen Behörde ist nicht bekannt. Der vorherige Type LB hat einen kleineren Motor.
Der Achtzylinder-Reihenmotor hat 70 mm Bohrung, 97 mm Hub und 2986 cm³ Hubraum. Er wurde 16 Cheval fiscal (Steuer-PS) genannt. Die Motorleistung ist mit 70 BHP angegeben, was etwa 70 PS sind. Wie so viele Fahrzeuge aus dieser Zeit hat es ein festes Fahrgestell, Frontmotor, Kardanantrieb und Hinterradantrieb. Das Getriebe hat vier Gänge.
Der Radstand beträgt 3405 mm und die Spurweite 1400 mm.
Die Aufbauten sind nicht bekannt.
Nachfolger wurde der Type LX.